# إيفا غور بوث
إيفا سيلينا لورا غور بوث (بالإنجليزية: Eva Gore-Booth) (22 مايو 1870-30 يونيو 1926)، شاعرة أيرلندية وكاتبة مسرحية وناشطة ملتزمة في مجال حق المرأة في التصويت وعاملة اجتماعية وناشطة عمالية. ولدت في ليساديل هاوس، مقاطعة سليغو، كانت الشقيقة الصغرى لكونستانس غور بوث، والتي اشتهرت فيما بعد باسم الكونتيسة ماركيفيتش.

## خلفيتها العائلية وحياتها المبكرة
ولدت إيفا سيلينا غور بوث في مقاطعة سليغو، أيرلندا، للأبوين السير هنري والسيدة جورجينا غور بوث من ليساديل. كانت الثالثة من بين خمسة أطفال ولدوا للبارون الخامس وزوجته، وأولى إخوتها ممن ولدوا في ليساديل هاوس. كانت هي وأشقائها، جوسلين غور بوث (1869-1944)، وكونستانس جورجين غور بوث (1868-1927)، ومابيل غور بوث (1874-1955)، وموردونت غور بوث (1878-1958)، هم ثالث جيل من أسرة غور بوث في ليساديل. بُني المنزل لجدها من طرف والدها، السير روبرت غور بوث، البارون الرابع، بين عامي 1830 و1835 وترعرعت ثلاثة أجيال من آل غور بوث هناك خلال طفولة إيفا، بما في ذلك جدها لأبيها وجدتها لأمها السيدة فرانسيس هيل.
كان لدى إيفا وكونستانس عدة مربيات على مدى طفولتهما، وأبرزهن الآنسة نويل التي سجلت معظم ما هو معروف حاليًا عن حياة إيفا المبكرة. تعلمت الفرنسية والألمانية واللاتينية واليونانية ونما لديها حب الشعر الذي غرسته فيها جدتها لأمها. كانت إيفا منزعجة من التناقض الصارخ بين حياة عائلتها المميزة والفقر القابع خارج ليساديل، خاصة خلال شتاء المجاعة الأيرلندية (1879) حين كان المستأجرون الجائعون يأتون إلى المنزل متسولين للحصول على الطعام والملابس. لاحظت إستر روبر فيما بعد أن إيفا «كانت تطاردها معاناة العالم ولديها شعور غريب بالمسؤولية تجاه عدم المساواة والظلم».
كان والد إيفا مستكشفًا بارزًا للقطب الشمالي، وخلال فترة غيابه عن المنزل في سبعينيات القرن التاسع عشر، أنشأت والدتها السيدة جورجينا مدرسة للتطريز لنساء ليساديل. دُربت النساء على أعمال الكروشيه والتطريز والخياطة ومكنهن بيع سلعهن من الحصول على أجر قدره 18 شلن في الأسبوع. كان لهذا المشروع تأثير كبير على إيفا وعملها على حق المرأة في التصويت والنقابة العمالية لاحقًا.
في عام 1894، انضمت إيفا إلى والدها في رحلاته حول أمريكا الشمالية وجزر الهند الغربية. دونت مذكراتها ووثقت رحلاتهما في «جامايكا وبربادوس وكوبا وفلوريدا ونيو أورلينز وسانت لويس وسان فرانسيسكو وفانكوفر وتورنتو ونياغارا ومونتريال وكيبيك». عند عودتها إلى أيرلندا التقت بالشاعر دبليو. بي. ييتس لأول مرة. في العام التالي سافرت حول أوروبا مع والدتها وشقيقتها كونستانس وصديقتها ريتشيل مانسفيلد، وأثناء وجودها في البندقية، أصيبت بمرض تنفسي. في عام 1896، خلال تعافيها في فيلا الكاتب جورج ماكدونالد وزوجته في بورديغيرا، إيطاليا، التقت بإستر روبر، المرأة الإنجليزية التي أصبحت رفيقتها مدى الحياة.

## حياتها اللاحقة ووفاتها
كان لقاء الناشطة السياسية إستر روبر في إيطاليا عام 1896، حيث أُرسِلت إيفا للتعافي من مرضها التنفسي، عاملًا حاسمًا في مشاركة إيفا في نشاط حركة حقوق المرأة في التصويت. شكلت المرأتان رابطًا قويًا خلال الأسابيع التي قضياها سويةً في فيلا الكاتب جورج ماكدونالد وزوجته في بورديغيرا، ما أدى إلى شراكة خاصة ومهنية حتى وفاة إيفا في يونيو 1926. كان حميمية علاقتها مع روبر مناقشةً مثيرة للجدل، إذ تشير الرسائل والقصائد التي خصت بها إيفا صديقتها إستر إلى وجود حب رومانسي بين المرأتين. تظهر إحدى هذه القصائد في مجموعة من أعمال إيفا الشعرية بعنوان «المسافرون، إلى إي. جي. آر» التي نشرتها روبر في عام 1929 والتي تستخدم فيها إيفا نظائر من الموسيقى والأغاني لتعبر عن مدى انبهارها بشخصية إستر وجاذبيتها.
بعد سنوات من توليها دورًا قياديًا في حركة حق المرأة في التصويت، وكفاحها من أجل المساواة في حقوق المرأة في المملكة المتحدة بالإضافة إلى حفاظها على جذورها الأدبية، انتقلت إيفا وإستر من مانشستر إلى لندن عام 1913 بسبب تدهور صحة إيفا التنفسية. خلال الحرب العالمية الأولى، شاركت إيفا وإستر بنشاط في حركة السلام البريطانية إلى جانب زملائهما من مناصري حق المرأة في التصويت، أمثال سيلفيا بانكهورست وإميلي هوبهاوس. في المؤتمر النسائي الدولي الذي عقد في مدينة لاهاي عام 1915، ألفت إيفا رسالة عيد ميلاد مفتوحة بعنوان «إلى نساء ألمانيا والنمسا» حثت فيها على «... التعاون مع نساء البلدان المحايدة، وحث حكامنا على تجنب المزيد من إراقة الدماء...» وناشدت حس الأخوة لمنع تصاعد المزيد من الأعمال الوحشية والحرب.
بعد أسابيع قليلة من ثورة عام 1916، سافرت إيفا إلى دبلن برفقة إستر وكان سفرها هذا أساسيًا في الجهود الرامية إلى إلغاء عقوبة الإعدام على أختها كونستانس ماركيفيتش التي عوقبت بها لدورها الفعال في ثورة عام 1916، وتغيرت العقوبة بنجاح لتصبح السجن مدى الحياة. يعكس شعرها الذي ألفته خلال هذه الفترة الصدمة الشخصية والرعب التي تعرضت لها خلال زيارة أختها في الحبس الانفرادي. نظمت أيضًا حملة لإلغاء عقوبة الإعدام عمومًا ولإصلاح معايير السجن وحضرت محاكمة القومي الأيرلندي والشاعر الزميل روجر كازمينت ما دل على تضامنها ودعمها لإلغاء حكم الإعدام.
خلال السنوات الباقية من حياتها، والتي حددها مرض السرطان في 30 يونيو 1926، بقيت منهمكة في شعرها، وخصصت وقتًا لمواهبها الفنية كرسامة، ودرست اللغة اليونانية وعُرفَت بدعمها لحقوق الحيوان. توفيت إيفا في منزلها في هامبستيد، لندن، الذي عاشت فيه مع إستر حتى وفاتها. ودفنت إلى جانب إستر روبر في ساحة كنيسة سانت جون في هامبستيد، وكتب على شاهدي قبريهما اقتباس من الأيقونة المثلية صافو.

## وصلات خارجية
- إيفا غور بوث على موقع ميوزك برينز (الإنجليزية)
- أعمال أو نبذة عن إيفا غور بوث على أرشيف الإنترنت
- أعمال إيفا غور بوث في ليبري فوكس